# Seznam členů Poslanecké sněmovny Parlamentu České republiky po volbách 2006

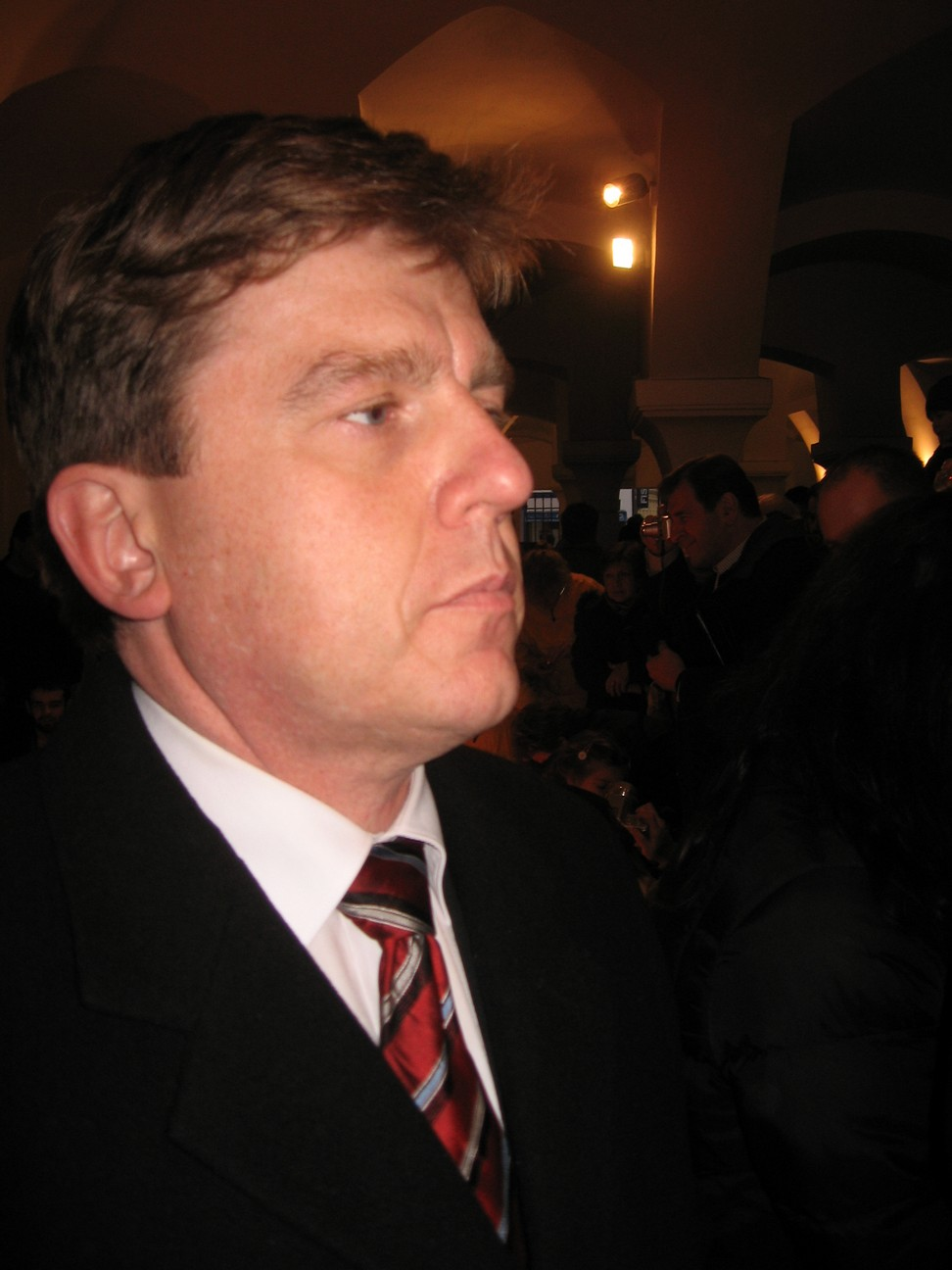
Předseda Poslanecké sněmovny PČR v letech 2006–2010 Miloslav Vlček

Poslanecká sněmovna Parlamentu České republiky má 200 poslanců. Po volbách do dolní komory v červnu 2006 se přes 5% kvórum dostalo pět stran – ODS, ČSSD, KSČM, KDU-ČSL a Strana zelených. Přestupem poslankyně Olgy Zubové ze Strany zelených do Demokratické strany zelených se zvýšil počet politických subjektů na šest, vystoupením čtyř lidoveckých poslanců z poslaneckého klubu i strany a vstupem do nové strany TOP 09 vzrostl počet subjektů na sedm a přestupem poslance Kosty Dimitrova z ČSSD do Strany Práv Občanů ZEMANOVCI v lednu 2010 na osm.

## Vedení Poslanecké sněmovny ve volebním období 2006 - 2010
| Funkce | Funkce             | Jméno             | Strana  | Od             | Do             | Počet hlasů |
|        | Předseda           | Miloslav Vlček    | ČSSD    | 14. srpna 2006 | 30. dubna 2010 | 174/197     |
|        | Místopředsedkyně * | Miroslava Němcová | ODS     | 14. srpna 2006 | 3. června 2010 | 141/197     |
|        | Místopředseda      | Lubomír Zaorálek  | ČSSD    | 14. srpna 2006 | 3. června 2010 | 148/198     |
|        | Místopředseda      | Jan Kasal         | KDU-ČSL | 14. srpna 2006 | 3. června 2010 | 103/198     |
|        | Místopředsedkyně   | Lucie Talmanová   | ODS     | 14. srpna 2006 | 3. června 2010 | 165/198     |
|        | Místopředseda      | Vojtěch Filip     | KSČM    | 14. srpna 2006 | 3. června 2010 | 101/198     |

* Poté, co se Miloslav Vlček vzdal poslaneckého mandátu, byla pověřena vedením Poslanecké sněmovny.

## Seznam dle poslaneckých klubů

### ODS (ve volbách 81 mandátů; 78 mandátů (2010))
- Předseda poslaneckého klubu ODS: Petr Tluchoř

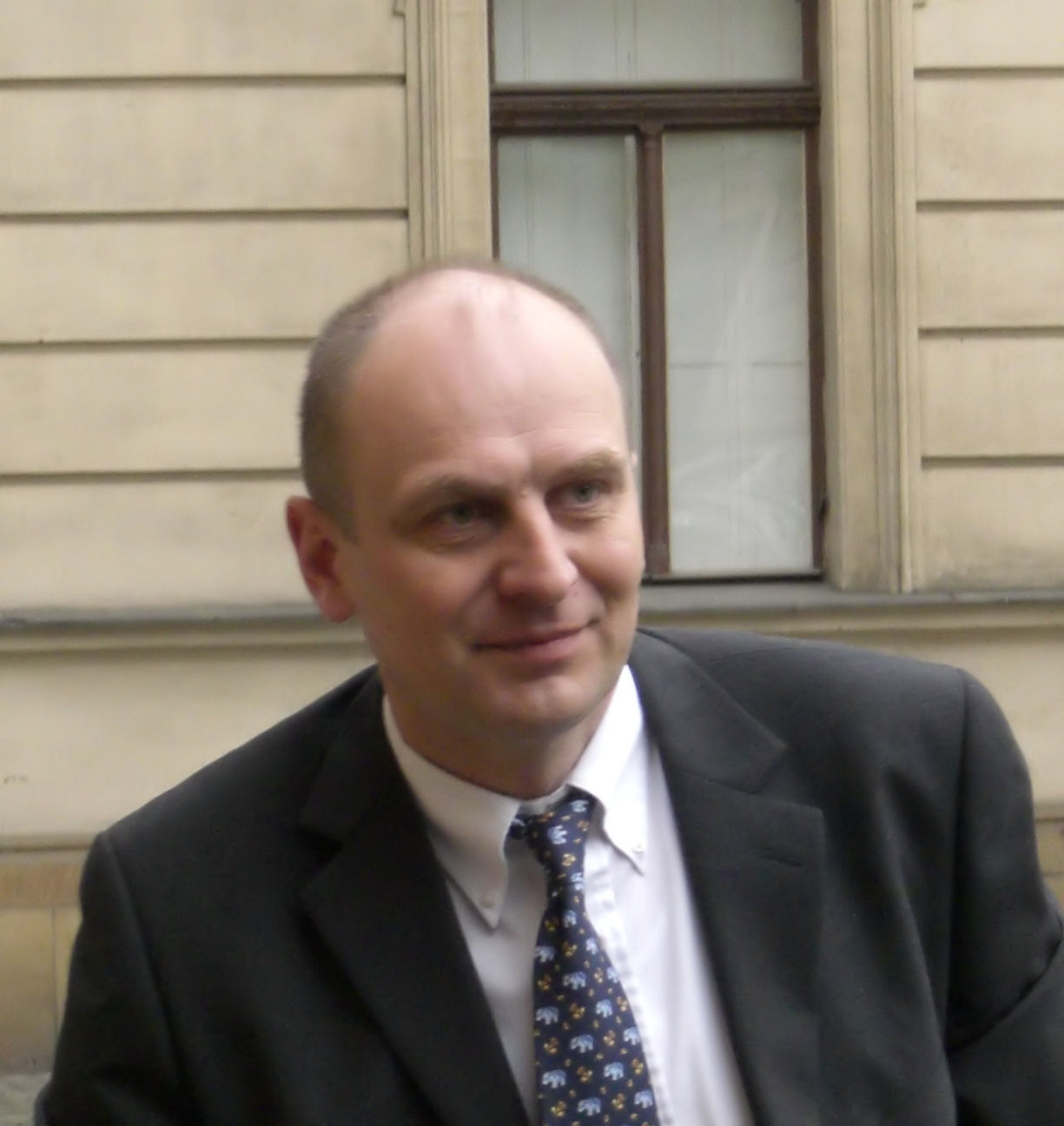
Poslanec Petr Gandalovič, zvolen v Ústeckém kraji, kde získal 17,55 % přednostních hlasů

| Jméno             | Zvolen v kraji       | Přednostní hlasy |
| ----------------- | -------------------- | ---------------- |
| Walter Bartoš     | Jihomoravský kraj    | 2,26 %           |
| Jan Bauer         | Jihočeský kraj       | 3,44 %           |
| Marek Benda       | Hlavní město Praha   | 2,60 %           |
| Zdeněk Boháč      | Olomoucký kraj       | 2,45 %           |
| Pavel Bohatec     | Středočeský kraj     | 1,26 %           |
| Petr Bratský      | Hlavní město Praha   | 2,50 %           |
| Jan Bürgermeister | Hlavní město Praha   | 2,41 %           |
| Jiří Čepelka      | Pardubický kraj      | 3,79 %           |
| František Dědič   | Jihočeský kraj       | 2,45 %           |
| Vladimír Dlouhý   | Plzeňský kraj        | 1,17 %           |
| Michal Doktor     | Jihočeský kraj       | 1,90 %           |
| Tomáš Dub         | Hlavní město Praha   | 0,50 %           |
| Eva Dundáčková    | Středočeský kraj     | 3,74 %           |
| Radim Fiala       | Olomoucký kraj       | 4,03 %           |
| Dana Filipi       | Jihomoravský kraj    | 3,03 %           |
| Petr Gandalovič   | Ústecký kraj         | 17,55 %          |
| Tomáš Hasil       | Liberecký kraj       | 3,06 %           |
| Monika Hašková    | Hlavní město Praha   | 1,20 %           |
| Vladimír Hink     | kraj Vysočina        | 3,59 %           |
| Zdeňka Horníková  | Královéhradecký kraj | 4,55 %           |
| Michael Hrbata    | Jihomoravský kraj    | 1,06 %           |
| Radim Chytka      | Moravskoslezský kraj | 1,71 %           |
| Jiří Janeček      | Hlavní město Praha   | 0,43 %           |
| Miroslav Jeník    | Středočeský kraj     | 0,55 %           |
| Josef Ježek       | Královéhradecký kraj | 1,16 %           |
| Libor Ježek       | Liberecký kraj       | 2,71 %           |
| David Kafka       | Královéhradecký kraj | 2,19 %           |
| Ivo Kantor        | Moravskoslezský kraj | 1,60 %           |
| Jan Klas          | Středočeský kraj     | 2,00 %           |
| Jaroslav Klein    | Jihočeský kraj       | 0,91 %           |
| Jozef Kochan      | Královéhradecký kraj | 2,91 %           |
| Miroslav Krajíček | Moravskoslezský kraj | 1,35 %           |
| Petr Krill        | Olomoucký kraj       | 3,30 %           |
| Jaroslav Krupka   | Moravskoslezský kraj | 1,06 %           |
| Ivan Langer       | Olomoucký kraj       | 9,62 %           |
| František Laudát  | Hlavní město Praha   | 1,07 %           |
| Zdeněk Lhota      | Královéhradecký kraj | 3,07 %           |
| Ladislav Libý     | Pardubický kraj      | 2,78 %           |
| Zdeněk Mach       | Liberecký kraj       | 2,34 %           |
| Helena Mallotová  | Hlavní město Praha   | 0,21 %           |
| Václav Mencl      | Jihomoravský kraj    | 2,78 %           |
| Dagmar Molendová  | Moravskoslezský kraj | 3,32 %           |
| Petr Nečas        | Zlínský kraj         | 11,00 %          |
| Miroslava Němcová | kraj Vysočina        | 10,01 %          |
| Zbyněk Novotný    | Hlavní město Praha   | 0,16 %           |
| Libor Nowak       | Moravskoslezský kraj | 1,35 %           |
| Jiří Papež        | Plzeňský kraj        | 2,29 %           |
| Miloš Patera      | Karlovarský kraj     | 6,16 %           |
| Alena Páralová    | Pardubický kraj      | 9,93 %           |
| Daniel Petruška   | Pardubický kraj      | 2,71 %           |
| Jaroslav Plachý   | Zlínský kraj         | 1,85 %           |
| Ondřej Plašil     | Středočeský kraj     | 1,48 %           |
| Petr Pleva        | Jihomoravský kraj    | 2,05 %           |
| Jiří Polanský     | Ústecký kraj         | 1,43 %           |
| Jiří Pospíšil     | Plzeňský kraj        | 6,58 %           |
| Zdeněk Prosek     | Plzeňský kraj        | 1,83 %           |
| Aleš Rádl         | Středočeský kraj     | 0,84 %           |
| Daniel Rovan      | Hlavní město Praha   | 0,23 %           |
| Jana Rybínová     | Hlavní město Praha   | 1,19 %           |
| Aleš Řebíček      | Ústecký kraj         | 2,02 %           |
| Martin Říman      | Moravskoslezský kraj | 7,68 %           |
| František Sivera  | Jihomoravský kraj    | 2,55 %           |
| Klára Slámová     | Hlavní město Praha   | 2,69 %           |
| Pavel Suchánek    | Jihomoravský kraj    | 1,08 %           |
| Lubomír Suk       | Karlovarský kraj     | 2,94 %           |
| Pavel Svoboda     | Zlínský kraj         | 1,51 %           |
| David Šeich       | Jihomoravský kraj    | 1,30 %           |
| Milan Šmíd        | kraj Vysočina        | 1,78 %           |
| Vladimír Šoltys   | Ústecký kraj         | 1,79 %           |
| Jan Špika         | Jihočeský kraj       | 1,87 %           |
| Boris Šťastný     | Hlavní město Praha   | 1,85 %           |
| Lucie Talmanová   | Hlavní město Praha   | 4,56 %           |
| Petr Tluchoř      | Středočeský kraj     | 0,71 %           |
| Tomáš Úlehla      | Zlínský kraj         | 6,82 %           |
| Jan Vidím         | Středočeský kraj     | 3,55 %           |
| Vladislav Vilímec | Plzeňský kraj        | 2,84 %           |
| Oldřich Vojíř     | Ústecký kraj         | 1,68 %           |
| Tom Zajíček       | Jihočeský kraj       | 3,52 %           |

### ČSSD (ve volbách 74 mandátů; 70 mandátů (2010))

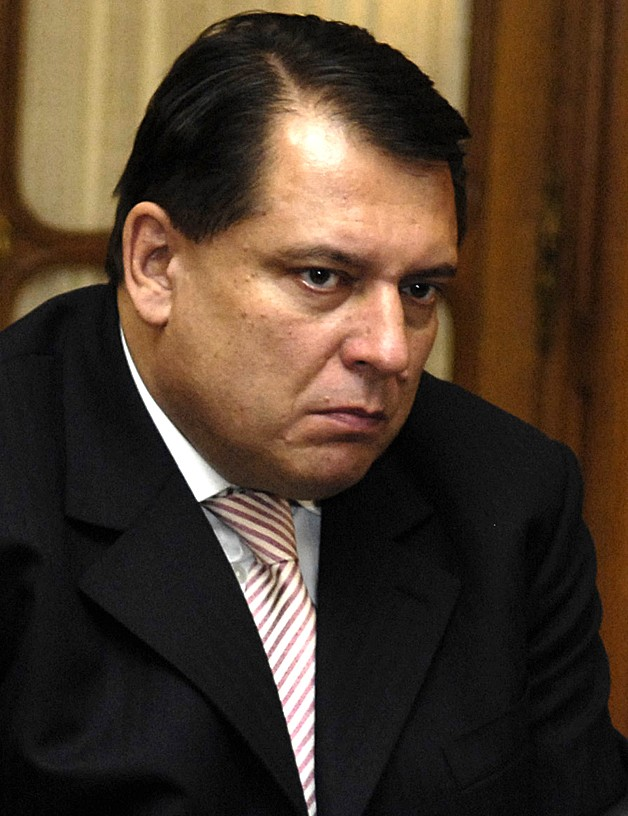
Poslanec Jiří Paroubek, zvolen v Ústeckém kraji, kde získal 23,91 % přednostních hlasů

- Předseda poslaneckého klubu ČSSD: Bohuslav Sobotka

| Jméno                                | Zvolen v kraji       | Přednostní hlasy |
| ------------------------------------ | -------------------- | ---------------- |
| Vlastimil Aubrecht                   | Ústecký kraj         | 1,05 %           |
| Jan Babor                            | Jihočeský kraj       | 2,53 %           |
| Zdeněk Besta                         | Moravskoslezský kraj | 0,22 %           |
| Vlasta Bohdalová                     | Jihočeský kraj       | 3,62 %           |
| Robin Böhnisch                       | Královéhradecký kraj | 3,80 %           |
| František Bublan                     | Kraj Vysočina        | 6,36 %           |
| Josef Čerňanský                      | Ústecký kraj         | 1,00 %           |
| Karel Černý (politik)                | Kraj Vysočina        | 2,47 %           |
| Petr Červenka                        | Ústecký kraj         | 1,45 %           |
| Anna Čurdová                         | Středočeský kraj     | 1,08 %           |
| Kosta Dimitrov (vystoupil ze strany) | Hlavní město Praha   | 0,36 %           |
| Richard Dolejš                       | Středočeský kraj     | 1,79 %           |
| Zuzana Domesová                      | Jihomoravský kraj    | 1,08 %           |
| Zdenka Dopitová                      | Olomoucký kraj       | 1,47 %           |
| Jaroslav Fiala                       | Karlovarský kraj     | 5,85 %           |
| Václav Grüner                        | Plzeňský kraj        | 0,63 %           |
| Petr Hájek                           | Jihomoravský kraj    | 0,84 %           |
| Jan Hamáček                          | Středočeský kraj     | 1,67 %           |
| Jaromír Chalupa                      | Moravskoslezský kraj | 0,71 %           |
| Vítězslav Jandák                     | Jihočeský kraj       | 13,31 %          |
| Zdeněk Jičínský                      | Kraj Vysočina        | 2,76 %           |
| Gabriela Kalábková                   | Hlavní město Praha   | 2,80 %           |
| Václav Klučka                        | Moravskoslezský kraj | 1,62 %           |
| Irena Kočí                           | Jihomoravský kraj    | 0,57 %           |
| Zdeněk Kotouš                        | Středočeský kraj     | 0,30 %           |
| Jaroslav Krákora                     | Ústecký kraj         | 3,40 %           |
| Jiří Krátký                          | Olomoucký kraj       | 1,75 %           |
| Karel Kratochvíle                    | Jihočeský kraj       | 1,34 %           |
| Stanislav Křeček                     | Hlavní město Praha   | 7,41 %           |
| Yvona Kubjátová                      | Olomoucký kraj       |                  |
| Pavol Kubuš                          | Moravskoslezský kraj | 0,44 %           |
| Rudolf Kufa                          | Moravskoslezský kraj |                  |
| Jan Látka                            | Plzeňský kraj        | 3,01 %           |
| Vladimíra Lesenská                   | Královéhradecký kraj | 2,18 %           |
| Lenka Mazuchová                      | Středočeský kraj     | 1,69 %           |
| Miloš Melčák (vystoupil ze strany)   | Zlínský kraj         | 1,37 %           |
| Marcela Mertinová                    | Ústecký kraj         | 2,54 %           |
| Alfréd Michalík                      | Moravskoslezský kraj | 1,08 %           |
| Ludmila Navrátilová                  | Pardubický kraj      | 1,18 %           |
| Pavel Němec                          | Olomoucký kraj       | 1,35 %           |
| František Novosad                    | Zlínský kraj         | 2,10 %           |
| Ivan Ohlídal                         | Jihomoravský kraj    | 1,00 %           |
| Hana Orgoníková                      | Královéhradecký kraj | 4,63 %           |
| Jiří Paroubek                        | Ústecký kraj         | 23,91 %          |
| Břetislav Petr                       | Moravskoslezský kraj | 1,17 %           |
| Jiří Petrů                           | Jihomoravský kraj    | 1,09 %           |
| Pavel Ploc                           | Liberecký kraj       | 7,73 %           |
| David Rath                           | Hlavní město Praha   | 13,02 %          |
| Antonín Seďa                         | Zlínský kraj         | 2,13 %           |
| Ladislav Skopal                      | Jihomoravský kraj    | 1,30 %           |
| Pavel Smetana                        | Olomoucký kraj       |                  |
| Josef Smýkal                         | Zlínský kraj         | 2,07 %           |
| Evžen Snítilý (vystoupil ze strany)  | Královéhradecký kraj | 1,84 %           |
| Bohuslav Sobotka                     | Jihomoravský kraj    | 12,18 %          |
| Miloslav Soušek                      | Pardubický kraj      | 1,35 %           |
| Petr Sunkovský                       | Středočeský kraj     | 0,93 %           |
| Miroslav Svoboda                     | Hlavní město Praha   | 2,09 %           |
| Hana Šedivá                          | Moravskoslezský kraj | 1,18 %           |
| Ladislav Šincl                       | Moravskoslezský kraj | 1,09 %           |
| Zdeněk Škromach                      | Zlínský kraj         | 10,20 %          |
| Václav Šlajs                         | Plzeňský kraj        | 2,58 %           |
| Karel Šplíchal                       | Hlavní město Praha   | 1,43 %           |
| Jeroným Tejc                         | Jihomoravský kraj    | 1,26 %           |
| Milan Urban                          | Středočeský kraj     | 5,66 %           |
| Jindřich Valouch (zemřel)            | Olomoucký kraj       | 2,48 %           |
| Miroslav Váňa                        | Pardubický kraj      | 2,92 %           |
| Pavel Vanoušek                       | Karlovarský kraj     | 3,92 %           |
| Ladislav Velebný                     | Moravskoslezský kraj | 0,39 %           |
| Miloslav Vlček                       | Olomoucký kraj       | 4,18 %           |
| Jitka Vojtilová                      | Liberecký kraj       | 3,18 %           |
| Ladislav Vomáčko                     | Středočeský kraj     | 0,38 %           |
| Václav Votava                        | Plzeňský kraj        | 3,57 %           |
| Petr Wolf (vystoupil ze strany)      | Moravskoslezský kraj | 1,73 %           |
| Lubomír Zaorálek                     | Moravskoslezský kraj | 10,00 %          |
| Cyril Zapletal                       | Liberecký kraj       | 3,04 %           |
| Ladislava Zelenková                  | Pardubický kraj      | 2,44 %           |
| Petr Zgarba                          | Kraj Vysočina        | 1,61 %           |

### KSČM (26 mandátů)
- Předseda poslaneckého klubu KSČM: Pavel Kováčik

| Jméno                   | Zvolen v kraji       | Přednostní hlasy |
| ----------------------- | -------------------- | ---------------- |
| Vojtěch Adam            | Jihomoravský kraj    | 2,90 %           |
| Zuzka Bebarová-Rujbrová | Jihomoravský kraj    | 10,54 %          |
| Milan Bičík             | Kraj Vysočina        | 3,51 %           |
| Petr Braný              | Jihočeský kraj       | 3,62 %           |
| Alexander Černý         | Olomoucký kraj       | 5,12 %           |
| Jiří Dolejš             | Hlavní město Praha   | 13,42 %          |
| Václav Exner            | Hlavní město Praha   | 8,48 %           |
| Jiřina Fialová          | Hlavní město Praha   | 1,70 %           |
| Vojtěch Filip           | Jihočeský kraj       | 15,16 %          |
| Miroslav Grebeníček     | Jihomoravský kraj    | 11,58 %          |
| Stanislav Grospič       | Středočeský kraj     | 4,71 %           |
| Milada Halíková         | Moravskoslezský kraj | 7,31 %           |
| Pavel Hojda             | Karlovarský kraj     | 9,33 %           |
| Kateřina Konečná        | Moravskoslezský kraj | 4,52 %           |
| Vladimír Koníček        | Zlínský kraj         | 7,44 %           |
| Pavel Kováčik           | Kraj Vysočina        | 7,78 %           |
| Ivana Levá              | Plzeňský kraj        | 5,88 %           |
| Soňa Marková            | Královéhradecký kraj | 7,02 %           |
| Zdeněk Maršíček         | Ústecký kraj         | 2,44 %           |
| Ladislav Mlčák          | Olomoucký kraj       | 3,21 %           |
| Miroslav Opálka         | Moravskoslezský kraj | 3,76 %           |
| Václav Snopek           | Pardubický kraj      | 5,19 %           |
| Josef Šenfeld           | Ústecký kraj         | 3,80 %           |
| Karel Šidlo             | Plzeňský kraj        | 2,61 %           |
| Josef Vondruška         | Liberecký kraj       | 6,75 %           |
| Miloslava Vostrá        | Středočeský kraj     | 1,92 %           |

### KDU-ČSL (13 mandátů ve volbách; 9 mandátů (2010))
- Předseda poslaneckého klubu KDU-ČSL: Cyril Svoboda

| Jméno                                                   | Zvolen v kraji       | Přednostní hlasy |
| ------------------------------------------------------- | -------------------- | ---------------- |
| Libor Ambrozek                                          | Jihomoravský kraj    | 8,81 %           |
| Jiří Carbol                                             | Moravskoslezský kraj | 10,85 %          |
| Jiří Hanuš                                              | Královéhradecký kraj | 12,11 %          |
| Ludvík Hovorka                                          | Zlínský kraj         | 6,77 %           |
| Jan Husák                                               | Jihomoravský kraj    | 4,40 %           |
| Miroslav Kalousek (vystoupil ze strany)                 | Jihočeský kraj       | 19,94 %          |
| Jan Kasal                                               | kraj Vysočina        | 16,10 %          |
| Tomáš Kvapil                                            | Olomoucký kraj       | 15,56 %          |
| Vlasta Parkanová (vystoupila ze strany)                 | Středočeský kraj     | 18,04 %          |
| Pavel Severa (vystoupil ze strany)                      | Pardubický kraj      | 12,89 %          |
| Cyril Svoboda                                           | Hlavní město Praha   | 20,27 %          |
| Michaela Šojdrová                                       | Zlínský kraj         | 13,96 %          |
| Ladislav Šustr (vystoupil ze strany a vzdal se mandátu) | Jihomoravský kraj    | 8,79 %           |

### Strana zelených (ve volbách 6 mandátů; 4 mandáty (2010))
- Předseda poslaneckého klubu Strany zelených : Přemysl Rabas

| Jméno                                 | Zvolen v kraji       | Přednostní hlasy |
| ------------------------------------- | -------------------- | ---------------- |
| Martin Bursík                         | Hlavní město Praha   | 11,16 %          |
| Kateřina Jacques                      | Hlavní město Praha   | 11,46 %          |
| Věra Jakubková (vystoupila ze strany) | Moravskoslezský kraj |                  |
| Ondřej Liška                          | Jihomoravský kraj    | 7,39 %           |
| Přemysl Rabas                         | Ústecký kraj         | 12,29 %          |
| Olga Zubová (vystoupila ze strany)    | Středočeský kraj     |                  |

### Nezařazení (13 mandátů)
K únoru 2010 vystoupilo z poslaneckých klubů 13 poslanců, a to 4 z ČSSD, 4 z KDU-ČSL, 3 z ODS a 2 ze Strany zelených.
| Jméno             | Zvolen za | Současná strana | Zvolen v kraji       | Odešel z klubu | Důvod                                        |
| ----------------- | --------- | --------------- | -------------------- | -------------- | -------------------------------------------- |
| Miloš Melčák      | ČSSD      | nestraník       | Zlínský kraj         | leden 2007     | Vyslovení důvěry vládě                       |
| Evžen Snítilý     | ČSSD      | nestraník       | Královéhradecký kraj | únor 2008      | volba Václava Klause prezidentem             |
| Petr Wolf         | ČSSD      | nestraník       | Moravskoslezský kraj | červen 2008    | Údajné vyhrožování v klubu                   |
| Juraj Raninec     | ODS       | ODS             | Liberecký kraj       | září 2008      | postoj vedení klubu k aféře Jana Moravy      |
| Jan Schwippel     | ODS       | nestraník       | Středočeský kraj     | září 2008      | postoj vedení klubu k aféře Jana Moravy      |
| Věra Jakubková    | SZ        | nestraník       | Moravskoslezský kraj | listopad 2008  | dlouhodobý nesouhlas s politikou klubu       |
| Olga Zubová       | SZ        | DSZ             | Středočeský kraj     | listopad 2008  | dlouhodobý nesouhlas s politikou klubu       |
| Vlastimil Tlustý  | ODS       | nestraník       | Středočeský kraj     | březen 2009    | vyloučen z klubu po vyslovení nedůvěry vládě |
| Kosta Dimitrov    | ČSSD      | SPOZ            | Praha                | leden 2010     |                                              |
| Miroslav Kalousek | KDU-ČSL   | TOP 09          | Jihočeský kraj       | červen 2009    | přestup do nové strany TOP 09                |
| Vlasta Parkanová  | KDU-ČSL   | TOP 09          | Středočeský kraj     | červen 2009    | přestup do nové strany TOP 09                |
| Pavel Severa      | KDU-ČSL   | TOP 09          | Pardubický kraj      | červen 2009    | přestup do nové strany TOP 09                |
| Ladislav Šustr    | KDU-ČSL   | TOP 09          | Jihomoravský kraj    | červen 2009    | přestup do nové strany TOP 09                |

## Bývalí členové

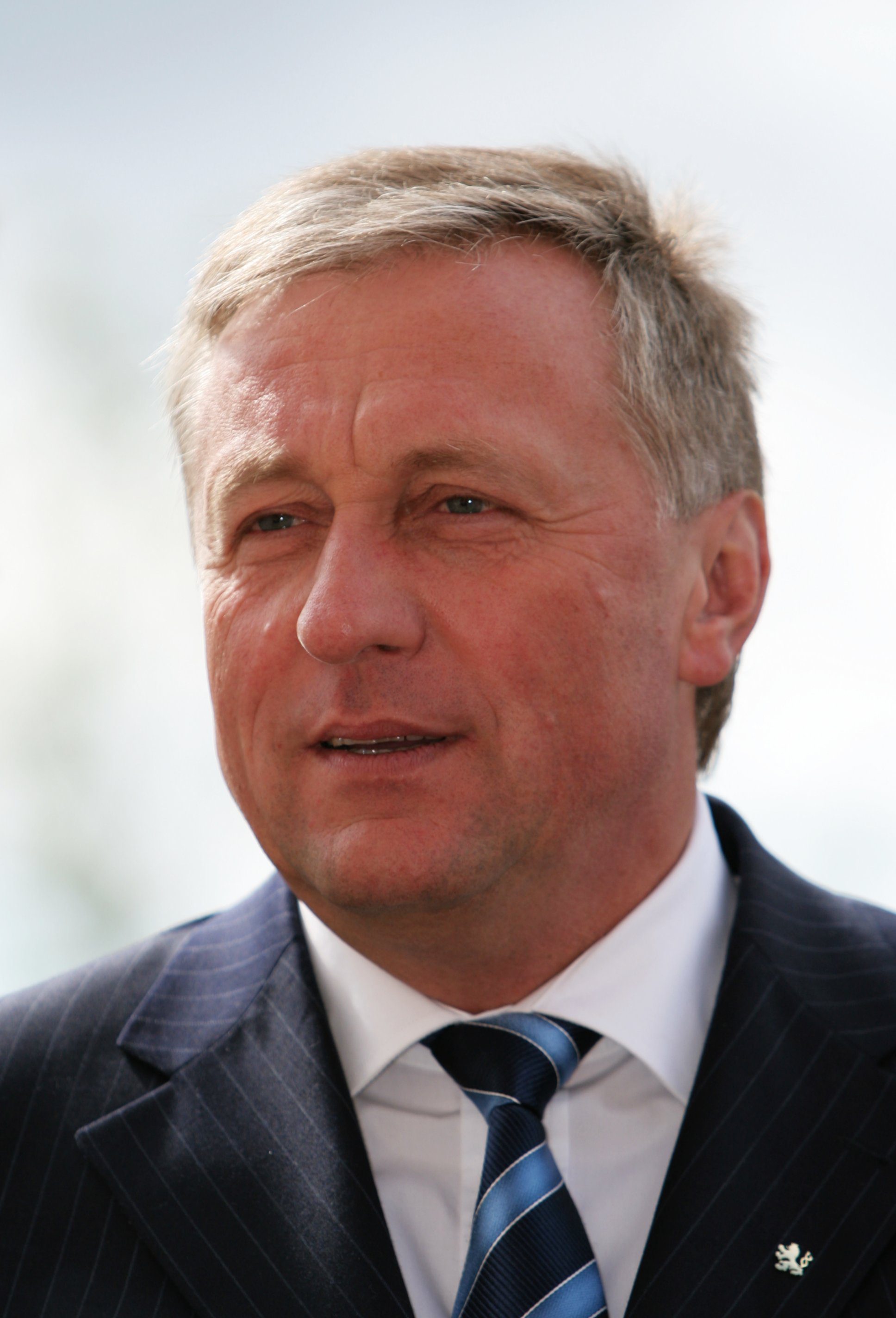
Mirek Topolánek byl poslancem do září 2009

| Jméno             | Zvolen na kandidátce | Zvolen v kraji       | Příčina                                                            |
| ----------------- | -------------------- | -------------------- | ------------------------------------------------------------------ |
| Marta Bayerová    | KSČM                 | Jihomoravský kraj    | stala se senátorkou                                                |
| Zuzana Brzobohatá | ČSSD                 | Jihomoravský kraj    | stala se europoslankyní                                            |
| Robert Dušek      | ČSSD                 | Liberecký kraj       | stal se europoslancem                                              |
| Michal Hašek      | ČSSD                 | Jihomoravský kraj    | stal se hejtmanem                                                  |
| Pavel Hrnčíř      | ODS                  | Moravskoslezský kraj | stal se členem kolegia NKÚ                                         |
| Miloslav Kala     | ČSSD                 | Jihomoravský kraj    | stal se viceprezidentem NKÚ                                        |
| Tomáš Kladívko    | ODS                  | Hlavní město Praha   | stal se senátorem                                                  |
| Karel Korytář     | ČSSD                 | Olomoucký kraj       | stal se senátorem                                                  |
| Radko Martínek    | ČSSD                 | Pardubický kraj      | stal se hejtmanem                                                  |
| Jan Morava        | ODS                  | Středočeský kraj     | aféra se sběrem kompromitujících materiálů                         |
| Michal Pohanka    | ČSSD                 | Jihomoravský kraj    | vzdal se mandátu                                                   |
| Petr Rafaj        | ČSSD                 | Moravskoslezský kraj | stal se předsedou ÚOHS                                             |
| Daniel Reisiegel  | ODS                  | Hlavní město Praha   | stal se členem vedení NKÚ                                          |
| Josef Řihák       | ČSSD                 | Středočeský kraj     | stal se senátorem                                                  |
| Milan Šimonovský  | KDU-ČSL              | Jihomoravský kraj    | stal se členem Rady ČTÚ                                            |
| Martin Tesařík    | ČSSD                 | Olomoucký kraj       | stal se hejtmanem                                                  |
| František Vnouček | ČSSD                 | Středočeský kraj     | vážná nemoc                                                        |
| Mirek Topolánek   | ODS                  | Hlavní město Praha   | protest proti rozhodnutí ČSSD nepodpořit vypsání předčasných voleb |
| Jindřich Valouch  | ČSSD                 | Olomoucký kraj       | úmrtí 1. března 2010                                               |